# Residència Internacional de Senyoretes Estudiants
Résidence internationale de jeunes filles étudiantes
La Residència Internacional de Senyoretes Estudiants (RISE, en français : Résidence internationale de jeunes filles étudiantes) est une institution créée en 1931 à Barcelone pour procurer des logements et une vie universitaire aux étudiantes. 

## Historique
Gérée par les services éducatifs de la Généralité de Catalogne, son siège se situe, sous la Seconde République, dans le Palais de Pedralbes, d'où son surnom de Résidence de Pedralbes.
La résidence est dissoute à la suite de la guerre d'Espagne et de l'arrivée au pouvoir des franquistes.

## Participantes notables
- Maria Luz Morales (1898-1980), journaliste et écrivaine espagnole[4], dirigeante de la Vanguardia[5] ;
- Gabriela Mistral (1889-1957)[6], universitaire, diplomate et écrivaine chilienne[7].